# 梅花中学校・高等学校
梅花中学校・梅花高等学校（ばいかちゅうがっこう・ばいかこうとうがっこう）は、大阪府豊中市上野西一丁目にある私立中学校・高等学校。
1878年（明治11年）に大阪で最初の府知事認可による女学校として設立された。大阪で最初のキリスト教会である梅本町公会（現・大阪教会）と、澤山保羅（さわやまぽうろ）が初代牧師をつとめた日本初の自給教会・浪花公会（現・浪花教会）の2公会の信者たちが、澤山保羅を中心に梅花女学校の設立を発議し、梅花女学校が開校した。

## 建学の精神
- キリスト教精神に基づき、他者への愛と奉仕の精神を備える自立した女性を育成する。

## 教育の目標
愛・平等・自由
1. 恵みに感謝し、隣人を大切にしよう
2. 自分をみつめ、多様な価値観を認め合おう。
3. 自己を磨き、自ら道を切り拓こう。

## 沿革
- 1878年 - 日本基督教団浪花公会と梅本町公会有志がアメリカンボードの協力を得て大阪府第3区土佐堀裏町10番地（現在の大阪市西区江戸堀1丁目）に梅花女学校を開校
- 1899年 - 財団法人「梅花女学校」設立認可
- 1908年 - 西成郡豊崎村大字南浜（現在の大阪市北区豊崎3丁目）に移転
- 1913年 - 1月に梅花高等女学校認可、4月に開校、初代校長は奥太一郎の弟、伊庭菊次郎[1]
- 1922年 - 専門学校令による梅花女子専門学校設置
- 1923年 - 洋画家、国枝金三により校章認定
- 1926年 - 豊中新校舎（現在地）に移転
- 1947年 - 新学制による梅花中学校設置
- 1948年 - 新学制による梅花高等学校設置
- 1963年 - アメリカ合衆国ワシントン州 マーサーアイランド・ハイスクールと交換留学制度発足
- 1975年 - 高等学校に外国語科（全日制）を設置
- 1986年 - 中学校に英語コース設置
- 2002年 - 中学校に特進コース、総合コースを設置、澤山保羅生誕150年
- 2005年 - 高等学校に特進系3コース、総合系3コースを設置
- 2007年 - 大学合格実績水増し問題発覚
- 2011年 - 中学校に一貫特進コース設置、高等学校に国際コース、総合進学コース、特別進学コースを設置
- 2013年 - 高等学校に標準コース、特別進学コース、国際コース、医療看護コース、こども保育コース、舞台芸術・スポーツコースを設置
- 2014年 - 中学校に標準コース、舞台芸術・チアリーディングコース設置
- 2015年 - 高等学校に調理・製菓コース設置
- 2016年 - 高等学校 舞台芸術・スポーツコースを舞台芸術コースに改編、中学校 舞台芸術・チアリーディングコースを舞台芸術コースに改編。梅花歌劇団「劇団この花」設立
- 2017年 - 高等学校 特別進学コースを特進Sコースに改編
- 2018年 - 中学校に進学チャレンジコース・舞台芸術エレガンスコースの2コースを編成、高等学校を2コース7専攻に編成。リベラルアーツコースに「総合進学」「国際教養」「こども保育」「調理・製菓」「舞台芸術」専攻を、アドバンスコースに「特進S」「医療看護」専攻を設置。
- 2020年 - 第2体育館 (RG lab.) 竣工。

## 校名の由来
学校設立には梅本町公会（現・大阪教会）と浪花公会（現・浪花教会）の信徒が協力したことから、「梅」と「花」の二文字をとって、「梅花」と名付けられた。当時、多くのキリスト教主義学校は海外の宣教師団によってつくられたミッション・スクールであったが、梅花では日本人信徒による自主運営と女子教育が行われた。

## 設置形態
- 中学校
  - 進学チャレンジコース
  - 舞台芸術エレガンスコース
- 高等学校（普通科）
  - リベラルアーツコース
    - 総合進学専攻
    - 国際教養専攻
    - こども保育専攻
    - 調理・製菓専攻
    - 舞台芸術専攻
    - アートデザイン マンガ・イラスト専攻

  - アドバンスコース
    - 特進S専攻
    - 医療看護専攻

## 学内設備
- Silicon Valley Lab.
- English Only Space

## クラブ活動
- 文化系クラブ
  - 吹奏楽部
  - 放送部
  - 華道部（高校のみ）
  - 競技かるた部
  - 茶道部
  - 書道部（高校のみ）
  - フォークソング部
  - 生物部（高校のみ）
  - ESS部
  - YWCA部
  - イラストレーション部
  - ハンドベルクワイヤー部
  - コーラス部
  - 新聞部（高校のみ）
  - 美術部（高校のみ）
  - 食物部（高校のみ）
- 体育会系クラブ
  - ダンス部
  - 硬式テニス部
  - バスケットボール部
  - バレーボール部（高校のみ）
  - 卓球部（高校のみ）
  - バドミントン部
  - チアリーディング部：チアリーディング日本選手権大会などでも好成績を残している他、関連校の梅花女子大学と共にアジア大会や世界大会でも優勝の実績がある[2]。
  - サッカー部
  - ソフトテニス部（高校のみ）
  - 剣道部（高校のみ）
  - 水泳部
  - 陸上部
  - バトントワリング部（高校のみ）
  - 新体操部

## 大学合格実績水増し問題
2007年8月に発覚した。模試優秀者の大学受験料を負担し、大学出願手続きを代行していた。2007年は5人に関関同立など213学部・学科を受験し、139学部・学科に合格した。また、1人で60学部・学科に合格した。同校は「合格者を増やしたいという焦りがあった。」としている。

## 著名な出身者
- 小杉イ子（参議院議員）
- 宮崎槌（女性活動家）
- 上代淑（教育者）
- 山川登美子（歌人）
- 石上露子（歌人）
- 由美かおる（女優）
- 浅井江理名（女優）
- 土田早苗（女優）
- 伊藤榮子（女優）
- 植村花菜（歌手）
- ティーナ・カリーナ（歌手）
- 石田ゆり（元歌手）
- 片岡リサ（箏曲家）
- 関岡香（アナウンサー）
- 羽谷直子（元アナウンサー）
- 池田なみ子（ラジオDJ）
- 稲田悦子（元フィギュアスケート選手）
- 小川れい子（元フィギュアスケート選手）
- 杉原愛子（体操選手）
- 瑠皇りあ（宝塚歌劇団月組男役）
- 羽音みか（宝塚歌劇団月組娘役）
- 前川歌音（歌手・女優）

## アクセス
- 阪急宝塚本線豊中駅 徒歩13分
- 阪急バス「梅花学園前」停留所 徒歩すぐ